# حصارآلان (دازقری)
حصارآلان (به ترکی استانبولی: Hisaralan) یک منطقهٔ مسکونی در ترکیه است که در دازقری واقع شده‌است.